# Кориляно д'Отранто
Кориля̀но д'О̀транто (на италиански: Corigliano d'Otranto, на грико, Choriàna, Хориана, на местен диалект Curiànu, Куриану) е градче и община в Южна Италия, провинция Лече, регион Пулия. Разположено е на 97 m надморска височина. Населението на общината е 5916 души (към 2011 г.).
 В това градче живее гръцко общество, което говори на особен гръцки диалект, наречен грико. Градче Кориляно д'Отранто е част от етнографическия район Салентинска Гърция.